# Corydoras paleatus
Cá chuột hạt tiêu hay cá chuột hạt đậu (Danh pháp khoa học: Corydoras paleatus) là một loài cá da trơn (Siluriformes) của họ Callichthyidae có nguồn gốc từ vùng hạ lưu sông Paraná và sông ven biển ở Uruguay và Brazil. Đây là loài được ưa chuộng để nuôi làm cá cảnh.

## Đặc điểm
Loài cá đạt khoảng 5,9 cm (2,3 in), con đực nhỏ hơn so với con cái và tỷ lệ thuận với chiều dài cơ thể, vây lưng và vây ngực dài trên con đực so với con cái. Paleatus Corydoras được tìm thấy ở lưu vực sông Amazon, chúng ăn sâu, động vật giáp xác, côn trùng, và cây cối.
C. paleatus đã được biết đến để tạo ra âm thanh, nó thực hiện điều này bằng cách sử dụng vây ngực của nó. Điều này được sử dụng bởi con đực trong quá trình tán tỉnh và giao tiếp. Trong sinh sản, những con đực cũng không gây hấn với nhau cũng như độc chiếm khu vực giao phối hoặc con cái mà chủ yếu là sử dụng khả năng tán tỉnh của mình để thu hút con cái thành bạn tình của nó.
Những con cá có râu nhạy cảm. Chúng là một sự lựa chọn rất tốt cho các bể nuôi cá cộng đồng, vì nó là một loài cá ôn hòa. Chúng có thể được nuôi thành công với cá cảnh nhỏ khác một cách hòa bình như các loài danio và cá tetra.